# Ekīs
Ekīs (persiska: اکیس) är en ort i Iran.   Den ligger i provinsen Östazarbaijan, i den nordvästra delen av landet, 500 km väster om huvudstaden Teheran. Ekīs ligger 1 381 meter över havet och antalet invånare är 612.
Terrängen runt Ekīs är kuperad österut, men västerut är den platt. Runt Ekīs är det ganska tätbefolkat, med 90 invånare per kvadratkilometer. Närmaste större samhälle är Marāgheh, 16,2 km norr om Ekīs. Trakten runt Ekīs består i huvudsak av gräsmarker.